# NGC 6861E
NGC 6861E (другие обозначения — PGC 64216, ESO 233-42) — спиральная галактика (Sab) в созвездии Телескоп.
Этот объект не входит в число перечисленных в оригинальной редакции «Нового общего каталога» и был добавлен позднее.